# Iglesia de San Porfirio
La Iglesia de San Porfirio (en árabe: كنيسة القديس برفيريوس‎) es una iglesia cristiana ortodoxa en la Franja de Gaza (Palestina), y la iglesia más antigua aún activa en la ciudad y la tercera más antigua en todo el mundo. Situada en el barrio de Zeitún de la Ciudad Vieja, lleva el nombre de un obispo del siglo V de Gaza, San Porfirio, cuya tumba se encuentra en la esquina noreste de la iglesia. La iglesia depende del patriarcado ortodoxo griego de Jerusalén.

## Historia
La construcción original de la iglesia de San Porfirio se remonta a principios del siglo V y fue convertida en mezquita en el siglo VII, sin embargo, la moderna construcción se llevó a cabo por los cruzados en el año 1150 o 1160 y se le dedicó a San Porfirio. Los registros del siglo XV muestran que la iglesia también pudo haber estado dedicada a la Virgen María. La iglesia fue renovada en 1856.
El Patriarca de Jerusalén nombró a San Porfirio, cuando tenía 45 años, custodio del Venerable Bosque de la Cruz del Señor. Fue descrito por el hagiógrafo cristiano romano Marcos el Diácono como el cristianizador del «pueblo pagano desobediente de Gaza». Según la leyenda, hubo una terrible sequía en Gaza que solo terminó después de que San Porfirio y un grupo de 280 cristianos oraran a Dios con ayuno, vigilia y procesión. Esto provocó la conversión de 25 paganos, ya que la lluvia en esta región se consideraba el mayor regalo de Dios.
En la guerra de Gaza de 2014, alrededor de 2000 palestinos se refugiaron en la iglesia durante los bombardeos israelíes. Durante los bombardeos de Israel a Palestina en el marco de la guerra de Gaza sirvió de refugio a cientos de civiles tanto musulmanes como cristianos.

### Bombardeo de la iglesia

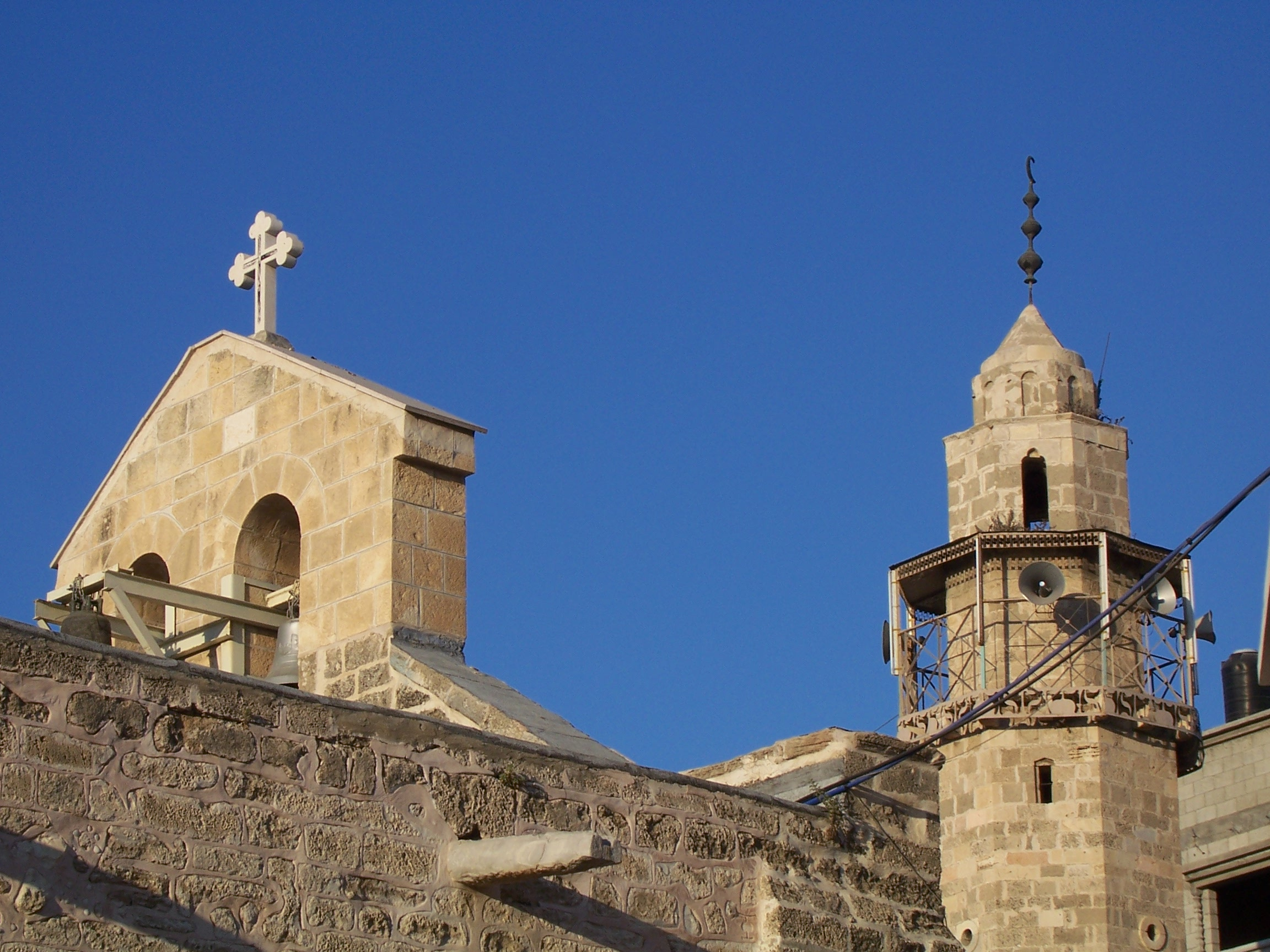
El campanario de la iglesia de San Porfirio al lado del alminar de la mezquita Katib al-Wilaya, ambos edificios sufrieron daños en el ataque

El 20 de octubre de 2023, las Fuerzas de Defensa de Israel, bombardearon la iglesia donde mataron a dieciocho personas e hirieron al menos a doce. De acuerdo con las autoridades palestinas al menos 500 personas se habían refugiado en la iglesia de los bombardeos israelíes. Según las FDI la iglesia había resultado dañada al atacar un centro de mando y control implicado en el lanzamiento de cohetes y morteros hacia Israel. Según Al Jazzera, testigos presenciales afirmaron que el ataque dañó la fachada de la iglesia lo que provocó el derrumbe de un edificio adyacente, y que muchos heridos habían sido evacuados al hospital. Dos días antes del ataque Alexios de Tiberia, arzobispo de Jerusalén, afirmó que había recibido presiones y «continuas demandas israelíes de evacuar a los civiles de estas instituciones» y que  no iría «a ninguna parte, porque puedo ser una esperanza para ellos, así que me quedaré en la provincia que cree en mí. ¡Si muero, tendré como destino una muerte digna!».
El Patriarcado Griego Ortodoxo de Jerusalén y el Gobierno griego expresaron su «más enérgica condena» al ataque y añadió que «Atacar a las iglesias y sus instituciones, junto con los refugios que proporcionan para proteger a ciudadanos inocentes, especialmente niños y mujeres que han perdido sus hogares debido a los ataques aéreos israelíes contra zonas residenciales durante los últimos trece días, constituye un crimen de guerra que no se puede ignorar». Además afirmó que la Comunidad cristiana seguirá «comprometida con su deber religioso y moral de brindar asistencia, apoyo y refugio a quien lo necesite» y que «no abandonará su deber religioso y humanitario de los valores cristianos»
El ejército de Israel bombardeó nuevamente la iglesia el 29 de julio de 2024. El ataque provocó el derrumbe de dos paredes en la planta alta del edificio y en el comedor. Algunas personas que se encontraban cerca de las paredes derrumbadas resultaron heridas.

## Arquitectura

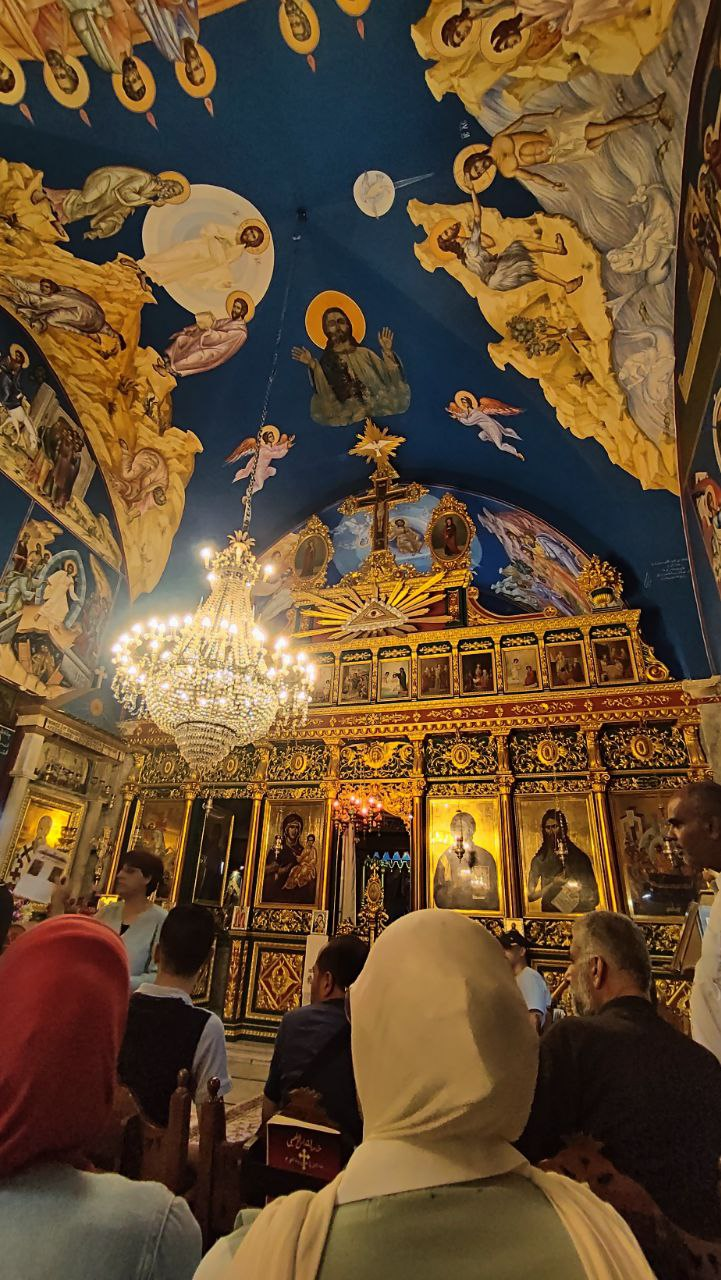
Estilo arquitectónico: bizantino, con algunas modificaciones añadidas a lo largo de los siglos.

Hay algunas cornisas y bases que datan del período cruzado, pero gran parte de las otras partes son adiciones posteriores.  La iglesia tiene forma rectangular, con un templo cubierto con media cúpula. Su pavimento se encuentra a 1,8 metros por debajo del nivel del suelo en su parte sur, y a 3 metros por debajo del nivel del suelo en el extremo norte, lo que sugiere que el edificio actual fue construido sobre una estructura de iglesia anterior. La iglesia consta de una sola nave formada por dos tramos con bóvedas de arista, con un ábside semicircular saliente precedido por un presbiterio con bóveda de cañón. Internamente, el edificio mide 22,9 metros por 8,9 metros, incluido el ábside. Presenta similitudes arquitectónicas y constructivas con la antigua Catedral de San Juan Bautista (actualmente la Gran Mezquita de Gaza).
La iglesia tiene tres entradas. La entrada oeste tiene un pórtico con tres columnas de mármol que sostienen dos arcos apuntados. Las bases de los mármoles datan de la época de las Cruzadas. También se puede acceder a la iglesia desde su fachada o por una puerta lateral que da a una galería moderna, equipada con escaleras para descender al nivel del pavimento. Sus colosales muros están sostenidos por columnas y pilastras horizontales de mármol y granito.